# Basket Club Souffelweyersheim
O Basket Club Souffelweyersheim, conhecido também por BC Souffelweyersheim foi um clube de basquetebol baseado em Souffelweyersheim, França que que em 2021 fundiu-se com quatro clubes alsacianos Basket Club Gries Oberhoffen, BC Nord Alsace , Weyersheim BB e Walbourg-Eschbach Basket, dando lugar ao Alliance Sport Alsace.. Mandava seus jogos no Davo Pévèle Arena com capacidade para 5.000 espectadores.

## Histórico de Temporadas
| Temporada | Nível | Liga      | Pos. | J     | PL  | Resultado                |
| --------- | ----- | --------- | ---- | ----- | --- | ------------------------ |
| 2008-09   | 4     | NM2       | 2    | 18-6  |     |                          |
| 2009-10   | 4     | NM2       | 1    | 24-2  |     | Promovido                |
| 2010-11   | 3     | NM1       | 13   | 16-18 |     |                          |
| 2011-12   | 3     | NM1       | 2    | 26-8  | 0-1 | Semifinalista            |
| 2012-13   | 3     | NM1       | 2    | 25-9  | 2-0 | Promovidocampeãoplayoffs |
| 2013-14   | 2     | LNB Pro B | 13   | 19-25 |     |                          |
| 2014-15   | 2     | LNB Pro B | 15   | 12-22 |     | Leaders Cup B Finalista  |
| 2015-16   | 2     | LNB Pro B | 17   | 11-23 |     | Rebaixado                |
| 2016-17   | 3     | NM1       | 3    | 23-11 | 4-4 | Finalista                |
| 2017-18   | 3     | NM1       | 10   | 16-18 |     |                          |

fonte:eurobasket.com

## Títulos

### Nationale Masculine 1 (terceira divisão)
- Campeão dos playoffs (1):2012-13
- Finalista (1):2016-17

### Leaders Cup Pro B
- Finalista (1):2014-15